# Södra Lämunds naturreservat
Södra Lämund är ett naturreservat i Trosa kommun i Södermanlands län.
Området är naturskyddat sedan 2008 och är 23 hektar stort. Reservatet ligger vid Östersjön och består av grandominerad naturskog med inslag av al och björk.